# Kooiichthys jono
Kooiichthys jono es la única especie del género monotípico de pez siluriforme Kooiichthys. Sólo es conocida por el registro fósil de sus restos, obtenidos en el nordeste de la Patagonia argentina.

## Taxonomía
Esta especie fue descrita originalmente en el año 2016 por los científicos 
María de las Mercedes Azpelicueta, Alberto Luis Cione, Mario Alberto Cozzuol y Juan Marcos Mirande.
Localidad tipo
La localidad donde fue obtenido es la base del acantilado marino de la colonia de lobos marinos próxima a la localidad de Puerto Pirámides, en la costa sur de la Península Valdés, en el nordeste de la provincia de Chubut, al nororiente de la Patagonia argentina.
Estrato portador, edad atribuida y hábitat
Los restos fueron colectados en un lecho marino adscripto a la Formación Puerto Madryn, horizonte depositado durante el Mioceno Medio a Final o tardío, en el momento de máxima inundación continental, transgresión que llevó a la ribera del sudoeste del océano Atlántico austral a situarse 90 km hacia el interior continental, respecto a la posición que ocupa actualmente. Se cree que habitó en ambientes marinos o anfibióticos bajo clima templado-cálido, deducido por la evidencia colectada de fauna acompañante.

## Características
Kooiichthys se distingue claramente por cuatro autapomorfías: autopalatino en forma de reloj de arena, brazo posterior del autopalatino notablemente ampliado, brazo post-articular del autopalatino alargado y un metapterigoides más largo que ancho.
Este pez presenta muchas características de siluriformes primitivos, en el maxilar, en el autopalatino, elementos del arco hyal, y el aparato de Weber.
Relaciones filogenéticas
Los descriptores obtuvieron un cladograma (árbol que describe las relaciones filogenéticas) con la siguiente topología: una politomía basal formada por Diplomystidae, Bachmanniidae, Kooiichthys y los Siluroidei.